# Flora Batson
Flora Batson (1864–1906) fue una conocida y popular cantante negra de conciertos, apodada "La reina de la canción de doble voz" debido a su rango de soprano- barítono. Fue también llamada "la Jenny Lind de color" por la prensa.
Batson nació en Washington D. C. el 16 de abril de 1864. Empezó a cantar ya niña, en el coro de su iglesia. En 1885, comenzó a viajar con la Bergen Star Company y se hizo internacionalmente conocida. Fue contemporánea de Marie Selika Williams, Madam Flower "Bronze Melba", y Matilda Sissieretta Joyner Jones. Actuó con Jones en 1885 en Providence, Rhode Island y era a veces considerada su rival. Se casó con su representante y director de la Bergen Company el blanco John Bergen en 1887 y su matrimonio interracial fue pasto de la prensa sensacionalista. Bergen promovió la carrera de Batson y la rivalidad con Jones, incluso apodando a Batson "The Real Patti" en respuesta a la promoción de Jones como "La Patti Negra". Apoyada por la administración y promoción de Bergen, actuó con su compañía por todo el mundo, incluyendo actuaciones para la realeza y dirigentes religiosos.
Después de la muerte de Bergen en 1896, realizó giras con varias compañías de canto. Cantó a dúo con Gerard Millar en el Sur ante la War Company. También viajó por Australia en 1899 y 1900 con la Orpheus McAdoo's Georgia Minstrels y la Genuine Alabama Cake Walkers.
Batson murió en Filadelfia el 1 de diciembre de 1906.